# Rebound (film 1931)
Rebound è un film del 1931 diretto da Edward H. Griffith. Il soggetto è tratto dall'omonimo lavoro teatrale di Donald Ogden Stewart che andò in scena a Broadway il 3 febbraio 1930.

## Produzione
Il film fu prodotto dalla RKO Pathé Pictures. Venne girato nei RKO-Pathé Studios al 9336 di Washington Blvd., a Culver City,

## Distribuzione
Distribuito dalla RKO-Pathé Distributing Corp., il film uscì nelle sale cinematografiche USA il 18 settembre 1931.